# Centipede (jeu vidéo, 1998)
Centipede est un remake en 3D du jeu d'arcade Centipede de 1981 par Atari, dont l'original a été et conçu par Ed Logg et Dona Bailey. Il a été édité par Hasbro Interactive en 1998 sous la marque Atari Interactive.
Le but du jeu consiste en plusieurs parties d'éliminer des mille-pattes. Des obstacles tels que les araignées, les puces et les scorpions compliquent le jeu. Dans le même temps, des champignons peuvent se développer entre le joueur et chaque mille-pattes.

## Accueil
Chris Charla a passé en revue la version PlayStation du jeu sur Next Generation, lui attribuant trois étoiles sur cinq, et a déclaré: "Un solide jeu de tir 3D avec une belle histoire, bien que jeune, en fait un excellent jeu pour votre petit frère, mais ne soyez pas surpris si vous vous retrouvez à jouer à quelques parties, aussi.
Adam Pavlacka a passé en revue la version Dreamcast du jeu pour Next Generation, lui attribuant trois étoiles sur cinq, et a déclaré que " Centipede peut paraître bien en 3D, mais la version classique du jeu est encore plus amusante."
Le jeu a reçu des notes d'évaluation médiocres. GameSpot a critiqué les commandes et la caméra, en lui donnant une note globale de 6,9, ce qui équivaut à « juste ».
Le jeu a gagné le prix de Computer Games Strategy Plus en 1998 « Classic Game of the Year ». Les éditeurs ont écrit: "En tant que conversion arcade, il a tout pour plaire: de superbes graphismes, le même gameplay addictif que l'original et suffisamment de nouvelles améliorations pour justifier l'effort."